# Alice Acheson
Pour les articles homonymes, voir Acheson.
Alice Stanley Acheson, née le 12 août 1895 à Charlevoix dans le Michigan et morte le 20 janvier 1996 à Washington, est une peintre et graveuse américaine.

## Biographie
Née à Charlevoix dans le Michigan, elle est la fille de l'artiste Jane C. Stanley et petite-fille de John Mix Stanley ; son père Louis est un avocat spécialisé dans les chemins de fer. Elle grandit à Detroit. Elle se spécialise dans l'art au Wellesley College, où parmi ses camarades de classe se trouve la sœur de Dean Acheson, qui présente le couple ; les deux se marient en mai 1917, le même mois où elle obtient son diplôme universitaire. Elle poursuit ses études artistiques avant et après avoir déménagé à Washington, DC avec son mari, prenant des cours à l'école du Musée des Beaux-Arts de Boston, à la Corcoran School of Art, et à l'école de la Phillips Collection. À partir de 1919, elle est active en tant qu'artiste à Washington, puis rejoint et expose avec la Society of Washington Artists, dont elle reçoit une mention honorable en 1940 ; elle est également un membre actif du Washington Water Color Club, de l'Artists Guild of Washington et de la National Association of Women Artists. Pendant la Seconde Guerre mondiale, elle abandonne la peinture pour se consacrer à l'agriculture afin de soutenir l'effort de guerre. Elle enseigne également la peinture et le dessin aux militaires blessés à l'annexe de Forest Glen du centre médical de l'armée Walter Reed Army Medical Center. Elle reprend la peinture lorsque son mari est nommé secrétaire d'État des États-Unis, mais elle refuse d'exposer jusqu'à ce qu'il retourne à la vie privée, estimant qu'elle utilisera sa renommée pour faire avancer sa propre carrière. Acheson est décrite comme une femme à la mode qui, bien qu'elle ne s'intéresse guère aux affaires étrangères, est dévouée à son mari et le défend contre tout malaise. Le couple a trois enfants, qui lui ont tous survécu, ainsi que six petits-enfants et six arrière-petits-enfants. Elle est également connue pour sa passion pour le Scrabble et pour son esprit d'indépendance. À 85 ans, elle dénonce un agresseur adolescent qui avait tenté de la voler. Alice Acheson meurt chez elle à Washington, et est inhumée au cimetière d' Oak Hill aux côtés de son mari.

## Œuvre
Au cours de sa carrière, Acheson a travaillé au pastel, à l'aquarelle et à l'huile, passant d'un style figuratif à quelque chose qui s'approche de l'abstraction. Quatre de ses œuvres font partie de la collection du Hirshhorn Museum and Sculpture Garden, et font partie du legs original de Joseph Hirshhorn ; il comprend une nature morte à l'huile, datée d'avant 1956; un paysage non daté à l'huile; une vue d'aquarelle de 1975 de Phnom Penh; et un collage de 1970 intitulé The City. Deux aquarelles non datées sont la propriété du Smithsonian American Art Museum,. D'autres pièces appartiennent à la collection Phillips,, le musée national des femmes dans les arts, et la bibliothèque et le musée présidentiels de Harry S. Truman. Son travail était autrefois dans la collection de la Corcoran Gallery of Art, et peut être trouvé aussi bien à l'Université américaine et dans la collection Barnett-Aden. Plusieurs de ses impressions coupées en linoléum ont été utilisées pour illustrer les nouvelles routes dans la vieille Virginie par Agnes Rothberg en 1937. Un vertical file (en) concernant le travail d'Acheson se trouve à la bibliothèque de la collection Phillips; d'autres documents peuvent être trouvés avec les documents privés de son mari à la bibliothèque universitaire de Yale. Elle figure également dans certains documents conservés parmi les papiers officiels de son mari à la bibliothèque et musée présidentiels Harry S. Truman. Des peintures et d'autres détails biographiques peuvent être trouvés sur le site web de Simonis & Buunk.